# 最高裁判所裁判官国民審査
最高裁判所裁判官国民審査（さいこうさいばんしょさいばんかんこくみんしんさ）は、日本において最高裁判所裁判官の罷免につき有権者が投票により審査する制度である。
罷免を可とする票が有効票数の過半数に達した裁判官は、審査結果告示日から30日後に罷免される。

## 概要
日本国憲法第79条第2項及び第3項と最高裁判所裁判官国民審査法に基づいている制度である。最高裁判所裁判官は、任命後初めて行われる衆議院議員総選挙の際に国民の審査を受け、その後は審査から10年を経過した後に行われる衆議院総選挙の際に再審査を受け、その後も同様とすると定められている（日本国憲法第79条第2項）。

## 歴史
アメリカ合衆国のいくつかの州には日本の国民審査制度とよく似た制度が存在する。1930年代から制度の検討が始められ、1940年にミズーリ州で始められたものが最初とされるが、この審査制度はアメリカ合衆国最高裁判所の裁判官には適用されていない。
この制度が日本国憲法に導入された経緯については、不明な点も多い。元々は第二次世界大戦後の連合国軍占領下の日本で、連合国軍最高司令官総司令部（GHQ）の提案により憲法改正案に導入された。当時、憲法改正案を審議していた貴族院において、元大審院院長であり後に最高裁判所判事になった霜山精一議員は「（国民審査を導入すると）裁判官は罷免を恐れて良心から出る裁判に影響を来す。法律の判断は国民に容易に分かるものではないから、国民審査制度はぜひやめたい」と言って、国民審査の導入に強く反対した。この反対に対し、元東京帝国大学法学部長の山田三良議員は「（国民審査は）裁判官をして反省させるために必要である。民主化するに伴い、国民も裁判に関心を持ち、裁判の当否を批判する力を持つに至る」と反論し、最高裁判所裁判官の権力の乱用を防ぐ手段としての国民審査の必要性を訴えた。また、GHQ側は貴族院に対し、国民審査を導入しないのであれば最高裁判所裁判官の任命をアメリカの場合と同じく国会同意人事にすべきであると主張したが、それでは最高裁判所が国会の支配下に置かれることになり、司法の独立を阻害される結果を招きかねないとして、最終的には霜山も不本意ながら国民審査の導入を認めたとされる。
ただ、国民審査制度の実効性については提案したGHQ側も懐疑的だったらしく、GHQの司法担当だったアルフレッド・C・オプラーは1949年に書いた論文の中で、裁判官全員が信任された第1回国民審査の結果を踏まえて「最高裁の裁判官について多くの人が関心を持つようになることがあるのか、かなり疑問だ」と感想を述べ、「審査制度は裁判官の任命に関する実質的なチェックというより、国民主権の象徴的な制度と解釈したい」と記している。

## 実施方法

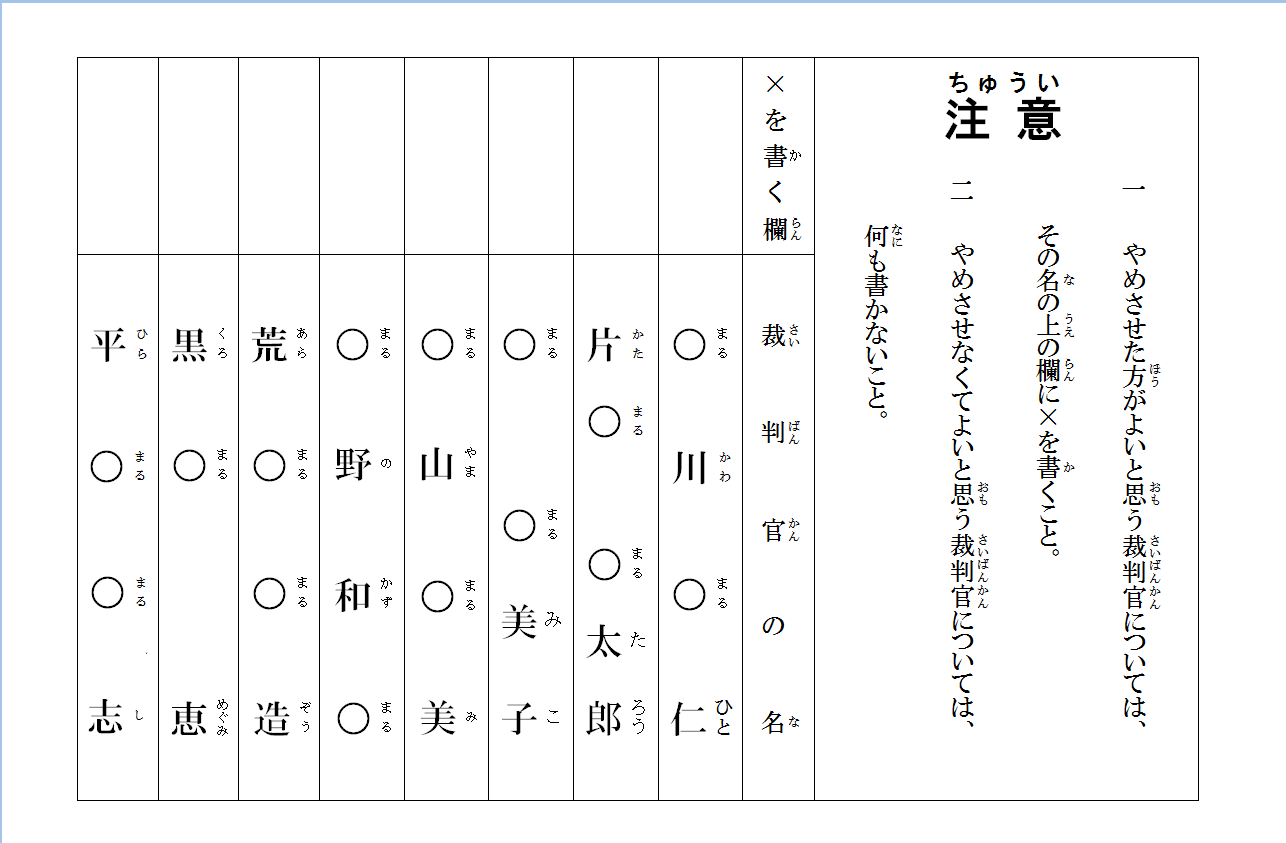
投票用紙（折合わせ式）の例

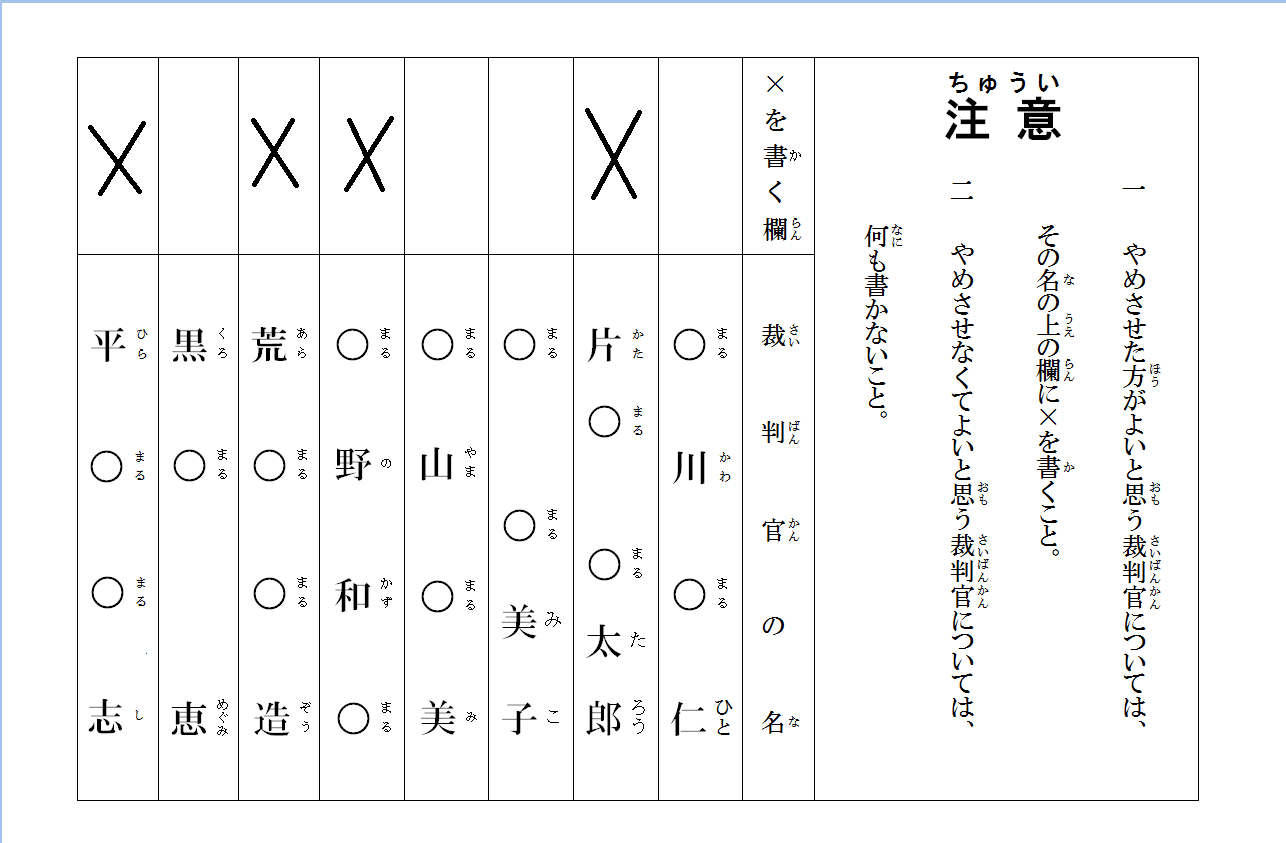
（罷免したい裁判官の欄に）×だけを書くことができる。○などを書くと投票用紙丸ごと無効になる。

国民審査の実施方法などについては、最高裁判所裁判官国民審査法で定められている。
なお、この他裁判官を罷免する制度は日本国憲法第78条に基づく弾劾裁判の制度があるが、現在までに最高裁判所裁判官が弾劾裁判の対象とされた事例はない。
告示日も期日も衆議院議員総選挙と同じ日だが、期日前投票の期間は「審査期日の7日前から審査期日の前日」となっていた（最高裁判所裁判官国民審査法第26条）。これは、投票用紙に裁判官の氏名を印刷する必要があるため、投票用紙の製作・準備に時間が掛かることが理由とされていた。しかし2016年12月法改正で2017年6月施行で「審査期日の11日前から審査期日の前日」に改正された。

### 投票

#### 通常
国民審査の投票用紙には、審査の対象となる裁判官全員の氏名が記されている。投票者は罷免すべきだと思う裁判官の氏名の上の欄に×印を記入し、それ以外は何も記入してはならない。×印以外の記号を投票用紙に記入した場合はその投票用紙は無効となり、「2人以上の裁判官の審査において×の記号を自ら記載したものでないもの」及び「裁判官の何人について×の記号を記載したかを確認し難い記載」はその記載のみが無効となる（最高裁判所裁判官国民審査法第22条）。
投票用紙は右縦書きであるが、投票用紙の右側に記載されている裁判官の氏名の欄に×印を書かれる確率が高くなる傾向がある「順序効果」が統計的に指摘されている。投票用紙に記載される裁判官の氏名の順序はくじ引きで決められることになっている。
投票用紙には罷免を可とする際にのみ記入することになっているため、投票箱に別の投票用紙が入らないようにする措置として衆議院の投票用紙と国民審査の投票用紙が別々に渡されていたことも多かった1958年の第4回までの時代は、国民審査の投票用紙が交付された後に記載所に向ったかどうかで、その人の投票行動が第三者にほぼ把握されかねないという問題が発生していた（秘密投票の形骸化）（審査対象裁判官が複数人いる場合は誰に記入したかまでは不明だったが、特に第3回は審査対象裁判官が1人だったため、投票者の行動が自明となった）。そこで、1960年の第5回からは中央選管の方針として混同を避けるための2つの用紙の差別化を図った上で衆議院の投票用紙と国民審査の投票用紙を同時に渡す方針を示すようになった。1996年の第17回以降は比例代表の票と同時に渡すこととされている。しかし、一部の自治体では依然として比例代表の票と別々に渡す運用が行なわれていることが確認されており、投票の秘密が守られていない現状がある。

#### 点字投票の場合
点字用の投票用紙は墨字で国民審査である旨を記す記述と選挙管理委員会の印影、そして点字で「コクミン　シンサ」とだけ打たれた紙となっており、裁判官の氏名は書かれていない。投票者は罷免すべきだと思う裁判官を全てフルネームで打つ（最高裁判所裁判官国民審査法第16条）。無論、すべての裁判官を罷免したい場合は相当な時間がかかることになるうえ、わずか数回の打ち損じによる交換・打ち直しの手間が頻発するおそれがある。

#### 在外投票や洋上投票の場合
国民審査において在外日本人による在外投票や洋上投票を行うにあたっては、告示順を示す数字を印刷された投票用紙を事前に作成し、氏名はホームページや投票所となる在外公館等で周知するという形で実施できるようにしている。これは2017年最高裁判所裁判官国民審査で在外投票できないのは違法・違憲だとして国家賠償請求訴訟（在外日本人国民審査権訴訟）が起こり、2022年5月に最高裁が違憲判決を下したのが契機となって同年11月に法改正が行われたことによる。

#### 代理投票などの投票方法について
代理投票など本法律に記載のない投票方法については公職選挙法による（最高裁判所裁判官国民審査法第26条）。

#### 棄権
衆議院総選挙の際に、国民審査に関心がない、あるいは判断ができないといった理由で審査を棄権したい場合には、投票用紙を受け取らないか、受け取った場合でも用紙を返却することが可能であり、投票所にはその旨を記した注意書きが掲示されている。国民審査における棄権の自由は1955年の第3回国民審査から認められた（1949年の第1回および1952年の第2回の国民審査では棄権は認められていないものの、記載所での投票用紙放置や投票用紙の持ち帰りが棄権として数えられている）。ただ、用紙返却などによる棄権が可能だということを知らない有権者がほとんどで、投票所職員もただ機械的に紙を渡す（棄権の説明などは一切しない）ので、そのまま投票箱に入れるため、何も書かない用紙は信任とみなされてしまう。それが、1人も罷免されたことがない原因となっている。

### 罷免条件
×印（または点字で書かれた氏名）を記入した票は「罷免を可とする票」と呼ばれ、罷免を可とする票が有効票数の過半数に達した裁判官は審査結果告示日から30日後に罷免される（最高裁判所裁判官国民審査法第35条第1項）。ただし、その審査の投票率が100分の1（1%）未満であった場合には罷免されない（最高裁判所裁判官国民審査法第32条）。国民審査で罷免されてから5年が経過していない者は最高裁判所裁判官となることができない（最高裁判所裁判官国民審査法第35条第2項）。しかし、罷免されてから5年以内であっても、最高裁判所裁判官以外の裁判官（高等裁判所長官等）、裁判所職員（最高裁判所事務総長等）、検察官（検事総長等）、弁護士、公証人の欠格事由とはならない。また、国民審査で罷免されても退職金は支払われる。
審査の効力に関し異議がある時は審査人又は罷免を可とされた裁判官は、中央選挙管理会を被告として審査結果告示日から30日内に東京高等裁判所に審査無効訴訟を提起することができる。裁判所は他の訴訟の順序にかかわらず、速かに審査無効訴訟又は罷免無効訴訟の審理を進めなければならない。
何も記入しない票は「罷免を可としない票」と呼ばれる。「罷免を可としない票」「罷免を可とする票」は一般に「信任票」「不信任票」と呼ばれることが多いが、法律上は「信任」「不信任」という用語は使われておらず、また本制度の趣旨が積極的な罷免の可否を有権者の投票に委ねるということであるから、いわゆる信任投票とは本質的に異なる。

### 告示と実施条件
国民審査の告示は、衆議院議員総選挙の公示と同時に行われる。告示後には、有権者投票の判断材料の一つとして、審査の対象となる裁判官の経歴や主な裁判の判決（最高裁判決の少数意見を含む）を簡単に記載した『審査公報』が発行される。審査公報は長らく「審査に付される各裁判官につき、字数千を超えることはできない」と規定していたが、2003年7月24日に削除されて、2003年の第19回から字数制限は無くなった。字数制限がない審査公報は原稿用紙の縦と横の長さから一人の原稿はおよそ1,200～1,300字程度となっている。
衆議院議員総選挙が行われても対象の期間に新たに任命された（または再審査の対象になる）裁判官がいない場合は、当然ながら国民審査は行われない。日本国憲法施行後に行われた総選挙のうち、1953年（昭和28年）4月19日の第26回総選挙ではこのため国民審査は行われていない。 
参議院議員通常選挙が行われている時期に、衆議院が解散されて衆議院議員総選挙が行われることになり、衆議院選挙と参議院選挙の両方の選挙を同時に行う衆参同日選挙になった場合は、最高裁判所裁判官国民審査も含め3つの選挙・国民投票が同時に行われる。 
最高裁判所裁判官国民審査法第25条の規定により、衆議院議員総選挙が無投票当選となっても審査対象の裁判官がいれば国民審査を行うことが規定されている（日本国憲法下で衆議院議員総選挙が無投票当選となった例はない）。

### 実施後
開票結果は総務大臣（中央省庁再編前は自治大臣）から最高裁に通知され、最高裁判所裁判官会議で報告され、各裁判官は厳粛に受け止めるとされる。

## 制度の問題点

### 判断材料の少なさ
最高裁判所は昭和27年（1952年）2月20日の大法廷判決において、国民審査の制度を「解職の制度」と見なす判断を示している。日本国憲法79条第2項において、国民審査は衆議院議員総選挙（衆院選）と同時に行うことと定められている上、大手のマスコミは衆議院議員総選挙のニュースばかりを大きく報道していて、国民審査についての報道をすることは滅多にないため、国民審査の存在は衆議院議員総選挙のニュースの陰に隠れてほとんど注目されないのが現状である。
日本では元々マスコミが最高裁判所裁判官についての報道をすること自体が稀で、一般的な報道において国民が最高裁判事の名前を知る機会は刑事・民事それぞれの訴訟において自判するときのみに限られてしまうことが少なくない。このため、日本の一般国民の大部分は最高裁判所裁判官の名前さえ知ることもなく、投票所で初めて裁判官の名前を知る国民も多いという。最高裁判所判事の経歴や業績が詳細に報道されるアメリカとは異なり
、日本の最高裁判所裁判官についての報道は新聞の片隅に小さく掲載されるだけのベタ記事扱いであることが多く、国民審査の実施に先立って『審査公報』に掲載される裁判官の判決の情報でさえ、裁判官1人につき多くてもわずか5-6件程度で、判断材料が極めて少ない。
このため、国民審査の制度は完全に儀式化・形骸化していると言われるが、それでも国民審査は「伝家の宝刀」であり、存在することによって最高裁判所裁判官の権力の乱用を抑える一定の効果があるとする意見も強い。元貴族院議員の一人で国民審査の導入に尽くした前述の山田三良は生前、国民審査の制度を「裁判官に対する最後の統制手段たるレファレンダム（国民投票）制」と表現していた。
NHKでは2021年最高裁判所裁判官国民審査に合わせ、制度の意義や審査対象となる11名の経歴や判例をまとめた特設サイトを開設した。

### 再審査
憲法上、国民審査には再審査制度が存在するが、国民審査で一度信任された最高裁判所裁判官は日本国憲法第79条第2項の規定により、審査を受けた日から10年経過した後の衆議院総選挙まで再審査にかけられることはない。しかし、裁判所法第50条の規定により最高裁判所裁判官は70歳になると定年退官することになっているため、再審査を受けるには遅くとも50代で最高裁判所裁判官に就任しなければならない。
これらの条件を満たし、定年前に再審査を受けた最高裁判所裁判官は、初代の最高裁判所裁判官15人のうち5人および史上最年少で最高裁判所裁判官に任命された入江俊郎の計6人のみで、実際に再審査が行われたのは1960年と1963年の2回のみであり、その後は現在に至るまで再審査は1度も行われていない。
50代で最高裁判所裁判官に任命されたのは1964年1月16日就任の田中二郎が最後であり、同年1月31日就任の松田二郎以降の最高裁判所裁判官は全て60歳以上で任命されているため、1963年以降、再審査の対象となった最高裁判所裁判官はいない。

### 審査の機会のタイミング
最高裁判所裁判官の就任直後に衆議院総選挙があると、その裁判官は最高裁判所裁判官としての実績がほとんどないため、判断材料の限られる状況で審査を受けることになってしまう。具体的な例として、林藤之輔は1986年6月13日に最高裁判所裁判官に就任し、24日目の7月6日に国民審査を受けている。
逆に、任命されてから退官するまでの間に衆議院総選挙が行われなかった場合には、その裁判官は実績の有無に関わらず国民審査を受けることはない。実際に国民審査を受けなかった最高裁判所裁判官は過去に3人存在する（就任後1年未満で依願退官した庄野理一と、就任後2年余で在任中に死去した穂積重遠、就任後3年余で定年退官となった宮崎裕子）。
衆議院総選挙後に66歳以上で最高裁判所裁判官に任命された者は、次の衆議院議員総選挙が行われる前に70歳になって定年退官する可能性が有り得る。最高裁判所裁判官人事における推薦や任命にあたって就任時に66歳未満の者を人事基準とする方針はないため就任時に66歳以上の者もいる。また国民審査を想定し、定年退官予定日が就任後初の衆議院議員総選挙の投票日より前の人間を起用することで、次の衆議院議員総選挙が行われる前に70歳になって定年退官しないような人物を起用する方針も取っていない。そのために最高裁判所裁判官に任命された者が次の衆議院議員総選挙が行われる前に70歳になって定年退官する可能性について下記の表における色掛けの8人が該当する。
| 最高裁 裁判官 | 出身 分野 | 生年月日       | 就任年月日     | 就任時 年齢 | 定年退官予定日 | 衆院議員 任期満了日 から40日後 | 比較    | 就任後初の 衆院総選挙 ・国民審査期日 |
| ------------- | --------- | -------------- | -------------- | ----------- | -------------- | ------------------------------ | ------- | ------------------------------------ |
| 三淵忠彦      | 裁判官    | 1880年3月3日   | 1947年8月4日   | 67歳5ヶ月   | 1950年3月2日   | 1951年6月3日                   | 458日後 | 1949年1月23日                        |
| 塚崎直義      | 弁護士    | 1881年5月10日  | 1947年8月4日   | 66歳2か月   | 1951年5月9日   | 1951年6月3日                   | 25日後  | 1949年1月23日                        |
| 柏原語六      | 弁護士    | 1897年9月20日  | 1963年12月13日 | 66歳2か月   | 1967年9月19日  | 1967年12月30日                 | 102日後 | 1967年1月29日                        |
| 飯村義美      | 弁護士    | 1901年4月27日  | 1967年9月20日  | 66歳4か月   | 1971年4月26日  | 1971年3月9日                   | 48日前  | 1969年12月27日                       |
| 本林譲        | 弁護士    | 1909年3月31日  | 1975年8月8日   | 66歳4か月   | 1979年3月30日  | 1977年1月18日                  | 974日前 | 1976年12月5日                        |
| 木戸口久治    | 弁護士    | 1916年1月9日   | 1982年4月12日  | 66歳3か月   | 1986年1月8日   | 1984年7月31日                  | 526日前 | 1983年12月18日                       |
| 長島敦        | 検察官    | 1918年3月17日  | 1984年6月21日  | 66歳3か月   | 1988年3月16日  | 1988年1月26日                  | 50日前  | 1986年7月6日                         |
| 佐藤哲郎      | 弁護士    | 1920年1月5日   | 1986年5月21日  | 66歳4か月   | 1990年1月4日   | 1988年1月26日                  | 709日前 | 1986年7月6日                         |
| 奥野久之      | 弁護士    | 1920年8月27日  | 1987年9月5日   | 67歳0か月   | 1990年8月27日  | 1990年8月14日                  | 13日前  | 1990年2月18日                        |
| 橋元四郎平    | 弁護士    | 1923年4月13日  | 1990年1月11日  | 66歳8か月   | 1993年4月13日  | 1990年8月14日                  | 973日前 | 1990年2月18日                        |
| 佐藤庄市郎    | 弁護士    | 1924年2月16日  | 1990年2月20日  | 66歳0か月   | 1994年2月15日  | 1994年5月27日                  | 101日後 | 1993年7月18日                        |
| 木崎良平      | 弁護士    | 1924年7月5日   | 1990年9月3日   | 66歳1か月   | 1994年7月4日   | 1994年5月27日                  | 38日前  | 1993年7月18日                        |
| 味村治        | 行政官    | 1924年2月7日   | 1990年12月10日 | 66歳10か月  | 1994年2月6日   | 1994年5月27日                  | 110日後 | 1993年7月18日                        |
| 高橋久子      | 行政官    | 1927年9月21日  | 1994年2月9日   | 66歳4か月   | 1997年9月20日  | 1997年8月27日                  | 24日前  | 1996年10月20日                       |
| 元原利文      | 弁護士    | 1931年4月22日  | 1997年9月8日   | 66歳4か月   | 2001年4月21日  | 2000年11月28日                 | 144日前 | 2000年6月25日                        |
| 奥田昌道      | 法学者    | 1932年9月28日  | 1999年4月1日   | 66歳6か月   | 2002年9月27日  | 2000年11月28日                 | 668日前 | 2000年6月25日                        |
| 深澤武久      | 弁護士    | 1934年1月5日   | 2000年9月14日  | 66歳8か月   | 2004年1月4日   | 2004年8月3日                   | 212日後 | 2003年11月9日                        |
| 宮川光治      | 弁護士    | 1942年2月8日   | 2008年9月3日   | 66歳6か月   | 2012年2月7日   | 2009年10月20日                 | 840日前 | 2009年8月30日                        |
| 須藤正彦      | 弁護士    | 1942年12月27日 | 2009年12月28日 | 67歳0か月   | 2012年12月26日 | 2013年10月8日                  | 286日後 | 2012年12月16日                       |
| 林景一        | 行政官    | 1951年2月8日   | 2017年4月10日  | 66歳5か月   | 2021年2月7日   | 2019年1月22日                  | 747日前 | 2017年10月22日                       |
| 宮崎裕子      | 弁護士    | 1951年7月9日   | 2018年1月9日   | 66歳7か月   | 2021年7月8日   | 2021年11月30日                 | 145日後 | 2021年10月31日                       |
| 長嶺安政      | 行政官    | 1954年4月16日  | 2021年2月8日   | 66歳9か月   | 2024年4月15日  | 2021年11月30日                 | 867日前 | 2021年10月31日                       |
| 石兼公博      | 行政官    | 1958年1月4日   | 2024年4月17日  | 66歳3か月   | 2028年1月3日   | 2025年12月10日                 | 755日前 | 2024年10月27日                       |

※ 色掛けは就任時に「衆議院議員任期満了日から40日後の日」が定年退官予定日より後になっていた最高裁判所裁判官を指す。

2012年12月までは、7人はいずれも定年又は依願による退官前に衆議院解散による衆議院総選挙とともに実施された国民審査を受けたが、前述の通り2021年7月に宮崎は国民審査を受けることなく定年退官した初めての最高裁裁判官となった。

## 過去の国民審査
| 回 | 審査年月日                 | 被審査 対象者数 [人] | 投票率 [％] | 備考 |
| -- | -------------------------- | -------------------- | ----------- | ---- |
| 1  | 1949年 (昭和24年) 1月23日  | 14                   | 74.04       | 詳細 |
| 2  | 1952年 (昭和27年) 10月1日  | 5                    | 76.25       | 詳細 |
| 3  | 1955年 (昭和30年) 2月27日  | 1                    | 72.21       | 詳細 |
| 4  | 1958年 (昭和33年) 5月22日  | 5                    | 76.63       | 詳細 |
| 5  | 1960年 (昭和35年) 11月20日 | 8                    | 72.30       | 詳細 |
| 6  | 1963年 (昭和38年) 11月21日 | 9                    | 70.22       | 詳細 |
| 7  | 1967年 (昭和42年) 1月29日  | 7                    | 72.53       | 詳細 |
| 8  | 1969年 (昭和44年) 12月27日 | 4                    | 66.42       | 詳細 |
| 9  | 1972年 (昭和47年) 12月10日 | 7                    | 67.61       | 詳細 |
| 10 | 1976年 (昭和51年) 12月5日  | 10                   | 70.11       | 詳細 |
| 11 | 1979年 (昭和54年) 10月7日  | 8                    | 65.67       | 詳細 |
| 12 | 1980年 (昭和55年) 6月22日  | 4                    | 72.51       | 詳細 |
| 13 | 1983年 (昭和58年) 12月18日 | 6                    | 66.39       | 詳細 |
| 14 | 1986年 (昭和61年) 7月6日   | 10                   | 70.35       | 詳細 |
| 15 | 1990年 (平成2年) 2月18日   | 8                    | 70.58       | 詳細 |
| 16 | 1993年 (平成5年) 7月18日   | 9                    | 64.18       | 詳細 |
| 17 | 1996年 (平成8年) 10月20日  | 9                    | 57.56       | 詳細 |
| 18 | 2000年 (平成12年) 6月25日  | 9                    | 60.49       | 詳細 |
| 19 | 2003年 (平成15年) 11月9日  | 9                    | 58.12       | 詳細 |
| 20 | 2005年 (平成17年) 9月11日  | 6                    | 65.49       | 詳細 |
| 21 | 2009年 (平成21年) 8月30日  | 9                    | 66.82       | 詳細 |
| 22 | 2012年 (平成24年) 12月16日 | 10                   | 57.45       | 詳細 |
| 23 | 2014年 (平成26年) 12月14日 | 5                    | 50.90       | 詳細 |
| 24 | 2017年 (平成29年) 10月22日 | 7                    | 53.34       | 詳細 |
| 25 | 2021年 (令和3年) 10月31日  | 11                   | 55.69       | 詳細 |
| 26 | 2024年 (令和6年) 10月27日  | 6                    | 53.64       | 詳細 |

## 記録

### 審査の結果、罷免された裁判官
- 該当者なし

### 「罷免を可」とする比率が高かった裁判官
| 位 | 裁判官   | 「罷免を可」とする票 | 総投票     | 「罷免を可」とする率 | 回（審査年月）  |
| -- | -------- | -------------------- | ---------- | -------------------- | --------------- |
| 1  | 下田武三 | 6,895,134            | 45,440,230 | 15.17%               | 9（1972年12月） |
| 2  | 谷口正孝 | 8,029,545            | 54,101,370 | 14.84%               | 12（1980年6月） |
| 3  | 宮崎梧一 | 8,002,538            | 54,102,406 | 14.79%               | 12（1980年6月） |
| 4  | 寺田治郎 | 7,913,660            | 54,103,156 | 14.62%               | 12（1980年6月） |
| 5  | 岸盛一   | 6,631,339            | 45,440,344 | 14.59%               | 9（1972年12月） |
| 6  | 伊藤正己 | 7,170,353            | 54,102,899 | 13.25%               | 12（1980年6月） |
| 7  | 小川信雄 | 5,785,545            | 45,436,928 | 12.73%               | 9（1972年12月） |
| 8  | 池田克   | 4,090,578            | 32,757,722 | 12.49%               | 3（1955年2月）  |
| 9  | 奧野久之 | 7,484,002            | 59,939,388 | 12.49%               | 15（1990年2月） |
| 10 | 坂本吉勝 | 5,648,869            | 45,439,112 | 12.43%               | 9（1972年12月） |
| 11 | 四ツ谷巖 | 7,387,102            | 59,939,698 | 12.32%               | 15（1990年2月） |
| 12 | 岡原昌男 | 5,549,661            | 45,439,551 | 12.21%               | 9（1972年12月） |
| 13 | 藤林益三 | 5,497,873            | 39,941,806 | 12.10%               | 9（1972年12月） |
| 14 | 貞家克己 | 7,204,782            | 52,734,826 | 12.02%               | 15（1990年2月） |

### 「罷免を可」とする率が低かった裁判官
| 位 | 裁判官       | 「罷免を可」とする票 | 総投票     | 「罷免を可」とする率 | 回（審査年月）   |
| -- | ------------ | -------------------- | ---------- | -------------------- | ---------------- |
| 1  | 澤田竹治郎   | 1,212,678            | 30,212,180 | 4.01%                | 1（1949年1月）   |
| 2  | 藤田八郎     | 1,215,806            | 30,212,022 | 4.02%                | 1（1949年1月）   |
| 3  | 河村又介     | 1,238,613            | 30,258,827 | 4.09%                | 1（1949年1月）   |
| 4  | 真野毅       | 1,243,296            | 30,265,893 | 4.11%                | 1（1949年1月）   |
| 5  | 島保         | 1,258,729            | 30,264,042 | 4.16%                | 1（1949年1月）   |
| 6  | 井上登       | 1,296,697            | 30,217,984 | 4.29%                | 1（1949年1月）   |
| 7  | 塚崎直義     | 1,318,227            | 30,267,558 | 4.36%                | 1（1949年1月）   |
| 8  | 岩松三郎     | 1,324,119            | 30,264,396 | 4.38%                | 1（1949年1月）   |
| 9  | 長谷川太一郎 | 1,330,840            | 30,269,331 | 4.40%                | 1（1949年1月）   |
| 10 | 栗山茂       | 1,338,479            | 30,267,591 | 4.42%                | 1（1949年1月）   |
| 11 | 齋藤悠輔     | 1,362,595            | 30,260,902 | 4.50%                | 1（1949年1月）   |
| 12 | 小谷勝重     | 1,378,268            | 30,227,668 | 4.56%                | 1（1949年1月）   |
| 13 | 霜山精一     | 1,450,750            | 30,227,629 | 4.80%                | 1（1949年1月）   |
| 14 | 三淵忠彦     | 1,677,616            | 30,218,042 | 5.55%                | 1（1949年1月）   |
| 15 | 安浪亮介     | 3,384,687            | 57,180,807 | 5.92%                | 25（2021年10月） |
| 16 | 宮川光治     | 4,014,158            | 66,939,124 | 6.00%                | 21（2009年8月）  |
| 17 | 渡邉惠理子   | 3,468,613            | 57,180,787 | 6.07%                | 25（2021年10月） |
| 18 | 近藤崇晴     | 4,103,537            | 66,939,165 | 6.13%                | 21（2009年8月）  |
| 19 | 堺徹         | 3,539,058            | 57,180,816 | 6.19%                | 25（2021年10月） |
| 20 | 岡正晶       | 3,544,361            | 57,180,787 | 6.20%                | 25（2021年10月） |
| 21 | 竹﨑博允     | 4,184,902            | 66,939,166 | 6.25%                | 21（2009年8月）  |
| 22 | 金築誠志     | 4,311,693            | 66,939,127 | 6.44%                | 21（2009年8月）  |
| 23 | 田原睦夫     | 4,364,116            | 66,939,154 | 6.52%                | 21（2009年8月）  |
| 24 | 藤田宙靖     | 3,742,379            | 56,761,476 | 6.59%                | 19（2003年11月） |
| 25 | 滝井繁男     | 3,784,689            | 56,760,537 | 6.67%                | 19（2003年11月） |
| 26 | 三浦守       | 3,813,025            | 57,180,806 | 6.67%                | 25（2021年10月） |
| 27 | 草野耕一     | 3,821,616            | 57,180,797 | 6.68%                | 25（2021年10月） |
| 28 | 深澤武久     | 3,806,242            | 56,761,528 | 6.71%                | 19（2003年11月） |
| 29 | 竹内行夫     | 4,495,571            | 66,939,124 | 6.72%                | 21（2009年8月）  |
| 30 | 宇賀克也     | 3,911,314            | 57,180,788 | 6.88%                | 25（2021年10月） |
| 31 | 横尾和子     | 3,911,258            | 56,761,454 | 6.89%                | 19（2003年11月） |